# Synalus angustus
Synalus angustus là một loài nhện trong họ Thomisidae.
Loài này thuộc chi Synalus. Synalus angustus được Ludwig Carl Christian Koch miêu tả năm 1876.